# Papangue
Circus maillardi · Busard de Maillard
Pour les articles homonymes, voir Maillard.
Espèce
Statut de conservation UICN

 EN B1ab(iii);D : En danger
Statut CITES
Le Busard de Maillard (Circus maillardi), également appelé Papangue à La Réunion, est le dernier rapace diurne nicheur endémique de l’île de La Réunion après la disparition du Faucon de Dubois (Falco duboisi) en 1670. Il est considéré comme « En danger d'extinction » selon les critères de l’Union internationale de la conservation de la nature (UICN) avec une "population et une répartition extrêmement petite, dont l'habitat est en constante baisse et dégradation".
L'espèce a fait l'objet d'une forte pression de destruction avec la colonisation de l'île par l'homme au XVIIe et au XVIIIe siècle. Il n'a été retiré de la catégorie "vermine" qu'en 1966, dans laquelle il était classé depuis la colonisation. La chasse et la capture ont, elles, été officiellement interdites en 1974. Protégé par arrêté ministériel depuis 1989, le Papangue est le busard le plus menacé de la zone afro-malgache, dont l'aire de répartition est la plus réduite.
La principale menace pesant aujourd'hui sur le Papangue est l'ingestion de rongeurs empoisonnés par des produits rodenticides, qui finissent par intoxiquer également ce prédateur. Les collisions avec des infrastructures ou des véhicules routiers constituent une autre cause de mortalité.
Un Plan National d'Actions rédigé et animé par la Société d'études ornithologiques de la Réunion est en cours pour coordonner la conservation de l'espèce,.

## Description

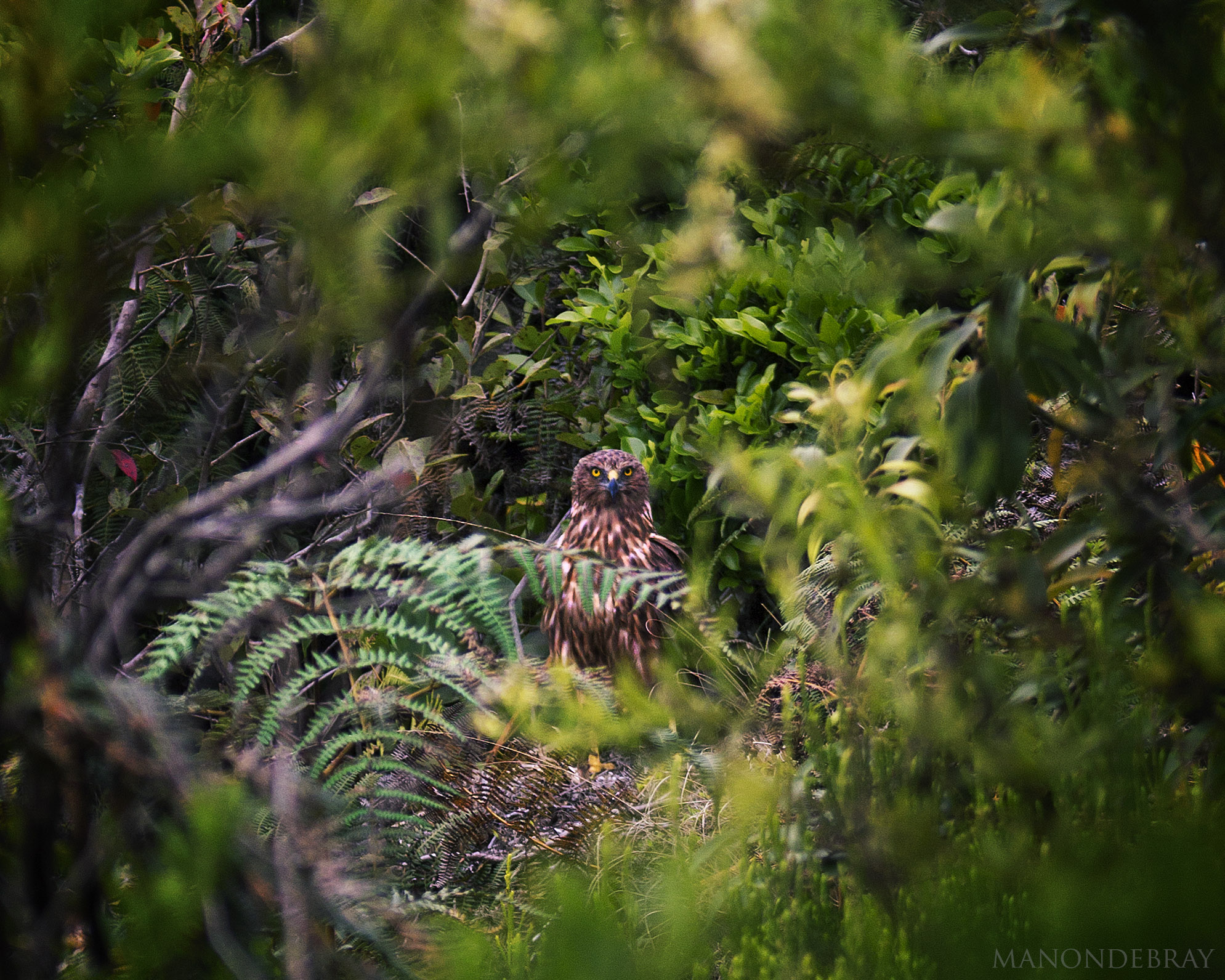
Papangue femelle dans le Parc national de La Réunion.

L’espèce présente un dimorphisme sexuel marqué au niveau du plumage adulte mais peu visible chez les jeunes.
Adultes, les mâles ont un plumage noir, blanc et gris, très contrasté. La tête, le dos et le bout des ailes sont noirs, le ventre et le dessous des ailes blancs à l’exception de leur extrémité. La queue est blanche tirant sur le gris. Les pattes et les iris sont jaunes[réf. souhaitée].
Les femelles ont un plumage brun sur le dessus à l’exception du croupion qui est blanc. Le dessous est plus clair, strié de brun. Les pattes et l’iris sont également jaunes[réf. souhaitée].
Les jeunes présentent un plumage plus uni, brun sombre tirant sur le roux au niveau de l’abdomen et des culottes. Les pattes sont jaunes et l’iris marron . Une transition vers le plumage adulte s'effectue progressivement durant la deuxième et la troisième année. Des plumes blanches apparaissent alors dans le plumage des mâles et des stries brunes sur celui des femelles. Le plumage adulte est acquis vers la quatrième année[réf. souhaitée].
Ce rapace possède une silhouette imposante avec de grandes ailes et une longue queue, ce qui rend la confusion avec une autre espèce de La Réunion impossible. L’envergure varie entre 125 et 140 cm et la longueur entre 54 et 59 cm. Comme chez la plupart des rapaces, les femelles sont plus grandes et plus lourdes que les mâles . En moyenne, elles pèsent environ 705 g contre 520 g pour les mâles . Leurs ailes sont également plus larges et leurs tarses plus longs[réf. souhaitée].

## Comportement

### Alimentation
Espèce opportuniste et généraliste, le régime alimentaire du Papangue a été influencé par la colonisation humaine. Ses tarses plus courts et ses serres plus longues que ceux du Busard de Madagascar (C. macrosceles) traduisent une capacité à capturer des proies de plus fortes tailles et davantage d’oiseaux et d’insectes, et ce dans un milieu fermé de type forestier. Sa technique de chasse, le survol à faible hauteur de la végétation rase ou de la canopée, lui permet de fondre sur ses proies par surprise. Aujourd’hui, les espèces introduites représentent une part importante de son alimentation, malgré ses adaptations morphologiques. Cette alimentation est fortement influencée par le contexte d'habitat et la disponibilité alimentaire des proies. De nombreuses espèces entrent dans le régime alimentaire de ce busard. Les mammifères (rats, souris et musaraignes) et les reptiles (agames, caméléons) seraient consommés en plus forte proportion que les oiseaux. Sur certaines localités de l'île telles que Grand Etang, le Papangue serait même suffisamment adroit pour pêcher les poissons de surface. L'espèce présente également un comportement charognard.

### Territoire
Dans les zones à forte densité, un couple partage généralement son domaine vital avec les autres couples installés à proximité sans présenter de forte territorialité (poursuite accompagnée de cris lorsque l'aire du nid est survolée par un étranger). La taille de ce domaine est estimée à 2,5 et 3 km2 et jusqu’à 4 à 6 km2 lorsque ces zones sont installées en altitudes élevées. Peu d'informations sont toutefois disponibles sur la taille des domaines vitaux de l'espèce. Plus récemment, une pré-étude basée sur le suivi GPS de six mâles issus de différentes localisations de l'île a permis d'affiner ces estimations. Celles-ci présentent de plus fortes variations, avec des valeurs comprises entre 2,3 et 55,5 km2 et une moyenne de 4,5 km2, estimée sur la base de 18 domaines vitaux pendant et hors période de reproduction sur plusieurs années. Sa localisation sur l'île, la diversité et la qualité des milieux, mais aussi la qualité individuelle des oiseaux sont autant de facteurs pouvant influencer la variation inter-annuelle de la taille des domaines vitaux.

### Reproduction
Le Busard de Maillard est une espèce non migratrice, c'est-à-dire  qu'elle est présente aussi bien en période d'été que d'hiver austral. Son activité reproductrice a été observée sur toute l’année à l’échelle de l’île. Toutefois, elle est à son maximum de mars à juillet avec une baisse de septembre à décembre. Elle commence avec la parade du mâle qui effectue des séries de vrilles en plongeant et en remontant, parade à laquelle la femelle va venir prendre part en suivant le mâle. Les voltiges se complexifient à l'approche du sol et le mâle finit en atterrissant sur une ébauche de nid suivi quelques secondes après par la femelle. Il peut y déposer une proie sur laquelle la femelle va venir se poser. Il monte alors sur elle et l’accouplement a lieu. Celui-ci dure environ 10 secondes. Le nid est ensuite renforcé par les deux individus. Ces parades peuvent s'étaler pendant plusieurs mois sans synchronisation des couples entre eux[réf. souhaitée].

#### Nidification
Les nids sont constitués d’un amas de branches, de tiges et d’herbes sèches d’environ 60 à 70 cm de diamètre. Ils sont installés sur le sol, à faible hauteur dans de petits buissons  ou au sommet d'arbres recouverts par des lianes, très souvent dans une végétation exotique. La femelle pond deux à trois œufs blanc-uniforme qu’elle incube ensuite pendant 33 à 36 jours. Durant cette période, le mâle s’occupe de la ravitailler. L’échange de proie entre les deux partenaires s’effectue le plus souvent en vol. L’envol des jeunes a lieu 45 jours après la ponte mais ils restent et sont nourris par les parents pendant encore deux mois avant d’être repoussés au début de la saison de reproduction suivante. Le succès reproducteur du Busard de Maillard est estimé entre 1,2 et 1,4 jeune par couple et par an[réf. souhaitée].

## Répartition et habitat
Le Busard de Maillard est endémique à l’île de La Réunion située à environ 700 km à l’est de Madagascar, dans l’océan Indien. Autrefois présente également sur l’île Maurice, située à 210 km de La Réunion, l’espèce y est éteinte[réf. souhaitée]. Aujourd'hui, l'intégralité des effectifs nicheurs se concentre sur 2 512 km2[réf. souhaitée].

### Habitat
Le Busard de Maillard s'observe toute l’année sur l’ensemble de l’île, à l'exception des zones de haute altitude où les probabilités de présence sont très faibles mais les passages possibles. Les couples nichent entre 0 et 1 600 m d’altitude , mais se concentrent principalement entre 0 et 1 200 m d'altitude. en dehors des zones urbanisées et sans végétation, avec des variations de densité de population,. À l’origine, il occupait les milieux forestiers, mais face à la modification de son habitat naturel avec la colonisation de l’île, il a dû s’adapter. Aujourd’hui, il fréquente une mosaïque d’habitats comme la forêt, les fourrés et les friches et utilise les zones impénétrables et inaccessibles de son territoire telles que les pentes raides et de végétation dense pour y installer son nid. Il utilise les zones ouvertes (pâturages, friches, savanes) ainsi que les forêts comme lieu de chasse et peut se cantonner dans des zones humides comme l'Etang de Saint-Paul, Grand Etang et l'Etang de Bois-Rouge. Il peut également parfois être aperçu survolant des zones urbaines pour rejoindre des territoires plus propices à la chasse. Cette sélection d’habitat est principalement liée à l’abondance et l’accessibilité de ses proies.

## État de la population
Avant l’arrivée de l’homme sur l’île de La Réunion, qui consomma de manière intensive et irrémédiable la faune dans son ensemble, la population de Busard de Maillard devait être plus importante qu’à l’heure actuelle. Les premières estimations de la population du Busard de Maillard réalisées dans les années 1980 et 90 font état de 200 à 300 couples,,. Cependant, ces estimations ont été réalisées sur des zones localisées de l’île et à l’aide de méthodes non standardisées. À la fin des années 1990, la première évaluation de la population à l’échelle de l’île a estimé entre 400 et 600 le nombre d’individus présents dont moins de 100 couples,. Entre 2009 et 2010, 430 individus ont été observés dont 150 couples estimés. De nouveaux recensement ont été effectués entre 2017 et 2019 lors desquels 96 couples reproducteurs ont été dénombrés en moyenne et jusqu'à 170 couples comptabilisés sur cette période. Ces effectifs ne doivent toutefois pas être interprétés comme l'estimation de la population reproductrice totale présente sur l'île de La Réunion.
Une évaluation préliminaire de l'évolution temporelle de l'indice d'abondance relative de la population des couples reproducteurs recensés entre 1998 et 2019 à la suite de l'uniformisation des données de recensement collectées lors des enquêtes de 1998-2000 et 2009-2010 soulignent une tendance significative à la baisse de la population nicheuse de Busard de Maillard depuis 1998. La diminution estimée est de l'ordre de -59% signifiant que plus de la moitié de la population nicheuse aurait disparu en 20 ans[réf. souhaitée].

## Position systématique
Le Busard de Maillard a été décrit pour la première fois par en 1862. Il appartient à l’ordre des Accipitriformes, à la famille des Accipitridae et au genre Circus, les "busards", qui comporte 16 espèces. Appartenant au groupe des "Busards des marais" et lointain cousin du Busard des roseaux, Circus aeruginosus, il a été pendant longtemps rattaché à l’espèce Circus macrosceles présente à Madagascar et aux Comores. En 2000, les études génétiques de Simmons démontrèrent qu’il s’agit en réalité d’une espèce à part entière séparée de celle de Madagascar depuis environ 760 000 ans.

## Étymologie
Ce busard a été baptisé par Jules Verreaux en hommage à Louis Maillard, ingénieur colonial à l'île de La Réunion, qui a le premier pressenti qu'il s'agissait d'une nouvelle espèce.
Le terme « Papangue » serait issu du mot Malgache « Papango » signifiant « milan », lui-même d’origine swahili : kipãnga « sorte de petit faucon ». Il est également connu sous le nom de « Pieds jaunes » à cause de la couleur des pattes qui contraste avec celle du plumage.

## Protection et menaces
L’espèce est protégée par arrêté ministériel depuis le 17 février 1989 fixant les mesures de protection des espèces animales dans le département de La Réunion. Au niveau européen, l’espèce est également prise en compte dans plusieurs conventions telles que celle de Berne (relative à la conservation de la vie sauvage et du milieu naturel de l’Europe), celle de Bonn (relative à la conservation des espèces migratrices) et celle de Washington (relative au commerce international des espèces de faune et de flore sauvages menacées d’extinction).
La principale menace pesant sur le Papangue est l'empoisonnement secondaire dû à l'ingestion de rongeurs intoxiqués par des rodenticides, largement utilisés sur l'île afin de lutter contre la prolifération de maladies (notamment la leptospirose), et les dégâts qu'ils peuvent engendrer. L'analyse de 58 busards morts récupérés par le centre de sauvegarde de la Société d'Études Ornithologiques de La Réunion (SEOR) entre 1999 et 2016 a permis de montrer que 93% des individus présentaient des  traces de rodenticides dans le foie à plus ou moins forte concentration. Des analyses additionnelles conduite entre 2016 et 2018 sur des busards évoluant en milieu naturel et en apparente bonne santé montraient que 78% d'entre eux étaient également exposés. Un empoisonnement sub-létal ne serait pas sans conséquence et pourrait induire d'autres risques pour les individus affaiblis.
De nombreux cas de collisions ont également été recensés, majoritairement avec le réseau routier mais aussi avec les lignes électriques, les avions et possiblement avec les éoliennes.
L'espèce est également victime de braconnage (notamment tir de plombs). Bien que ces cas soit en diminution, cette pratique persiste toujours aujourd'hui.
La prédation par des animaux errants, la perte d'habitat favorables et la diminution de la diversité génétiques sont autant de pressions qui impactent négativement la population de Busard de Maillard.

## Le Papangue dans la culture créole
Le Papangue a souffert de la mauvaise réputation que les premiers habitants de l’île lui ont faite. En l’occurrence, il était perçu comme un « oiseau de malheur » n’hésitant pas à s’en prendre aux chapeaux et aux bonnets des premiers colons. Les explorateurs et les habitants l’accusaient de tuer jeunes cochons, cabris et autres poules de basses-cours. Il était par conséquent chassé pour être mangé ou gardé en captivité. Malgré tout, on retrouve son nom dans l’appellation de certaines plantes endémiques de La Réunion et de Maurice comme la « Liane Papangue » dont les crochets ressemblent aux serres du rapace.
Aujourd’hui, les programmes de sensibilisation ont permis de redorer son image malgré un braconnage persistant. Certains lieux portent le nom de « Papangue ». On note entre autres : le Piton Papangue et la forêt départementale du Piton Papangue qui l’entoure. Il donne également son nom à une course de côte, la course Papangue, et l’oiseau figure même sur le blason de la ville de l’Étang-Salé.
Le rapace fait également partie des légendes locales comme celle d’Anchaing et Héva, un couple d’esclaves marrons qui fuirent les violences de leur maître. Pourchassés par des chasseurs d’esclaves, ils allèrent, pour se cacher, s’installer sur une montagne réputée inaccessible. Plusieurs versions existent, mais l’une d’entre elles raconte qu’après avoir été découvert par François Mussard, un grand chasseur d’esclaves, Anchaing fit diversion en attirant Mussard avant de se jeter du haut du piton. La légende veut qu’il ne meure pas mais se transforme en Papangue. Aujourd’hui, cette montagne porte le nom de piton d’Anchaing.